# 蓮華寺 (松山市)

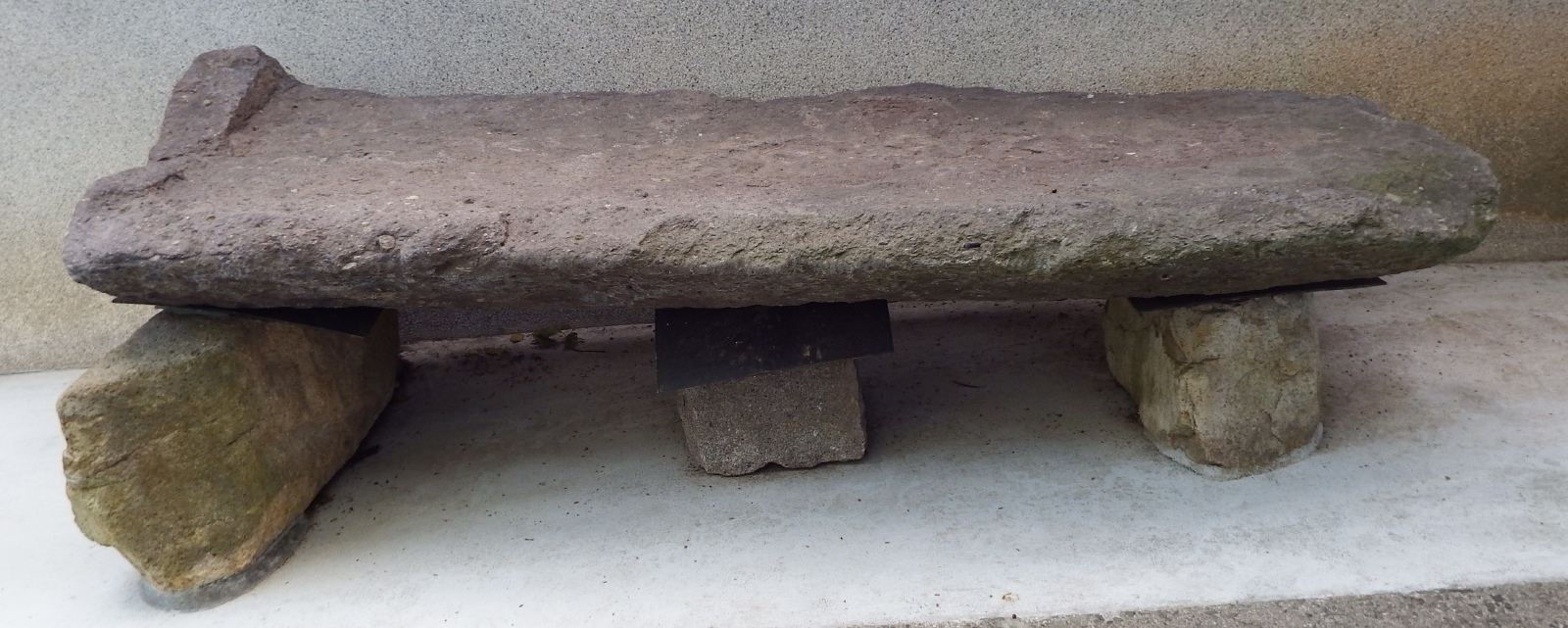
蓮華寺の石棺

蓮華寺（れんげじ）は愛媛県松山市に所在する寺院である。山号は室岡山（しっこうざん/むろおかやま）。宗派は真言宗豊山派。本尊は薬師如来。四国八十八箇所番外札所、伊予十二薬師第三番札所、松山新四国第四十二番札所。境内周辺は景観樹林保護地区第１号に指定されており、楠の大木が多く見られる。
御詠歌：信あれば 病（やまい）はなおる 蓮華寺（れんげいじ） るりのくすりを 与えまします

## 概要
寺伝によれば、奈良時代の天平15年（743年）6月17日、当寺の丘陵上から薬師如来が光を発して湧出し人々が平伏したと言われている。現在も「礼拝坂」の地名が残っている。この時、行基が巡錫中で、ここに仏堂を建て、この薬師如来を祀ったのが当寺の起こりと言われている。
現在の本堂は江戸時代前期の延宝2年（1674年）に建立された。
江戸時代、遍路の祖と言われる真念が著した『四國邊路道指南』には「○たに村、此所にむろおかやまとてよこ堂、本尊薬師、諸辺路札打也」と記されており、かつて遍路が多数参拝したことが窺える。

## 石棺
昭和41年頃に境内で発見されたもので、九州阿蘇山の溶結凝灰岩で作られた古墳時代中期後半 (五世紀)の舟形石棺の底部である。このことから、この山全体が古墳ではないかと推定されている。